# Камінський Роман
Роман Камінський (* ?  — † 1 липня 1917, біля с. Конюхи, Козівський район, Тернопільська область) — український військовик, командир відділу кінноти (сотні) Легіону УСС.

## Життєпис

Роман Камінський на чолі відділу кінноти УСС

Організатор та командир відділу кінноти Українських січових стрільців.
.

Роман Камінський

Станом на 10 грудня 1915 сотня кінноти УСС під його командуванням нараховувала 4 старшини, 112 стрільців і лише 52 коні.

Поручник, командант кінної сотні Загинув 1 липня 1917 під час боїв із російською армією під Конюхами.

### Місце поховання

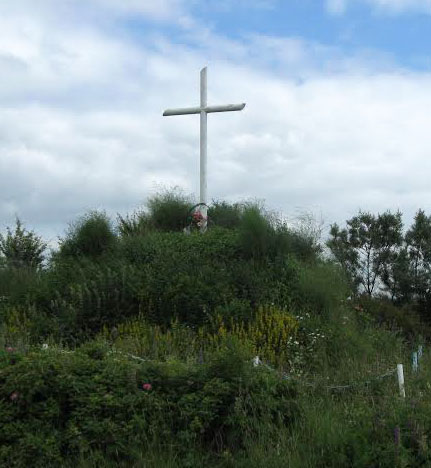
Братська могила вояків УСС в с. Конюхи, у якій похований Роман Камінський

Похоронений у могилі на узгір'ї села Конюхи за Звіринцем над Мазуровим яром, де в ті далекі часи були позиції і окопи усусів (становище, призначене для УСС австрійським командування, було стратегічно дуже невдале).
Ось як описує у своїй книжці Ярослав Когут (1929 р. н., корінний житель с. Конюхи, учасник визвольних змагань, засуджений на 25 років):

| « У цій могилі захоронені: комендант стрілецької кінноти Роман Камінський, поручник Осип Яримович, підхорунжий Ворона, підхорунжий Василь Іванців, вістовий Тютько, десятник Кузьмович, старший стрілець Шкварко. Це захоронення зберегла в пам'яті покійна Ксенія Мрикало — Олеськів (Курилишина), вона й прилучила до цього гробу ще одного стрільця — Василя Яреми (мав біля себе документ). Про це місце захоронення також пам'ятав Йосип Паслай, який постійно, під час окупації України різними владами, підсипав на тому місці маленький, замітний для ворожого ока гробик. Вибираючись із Конюх, покійний Йосип заповів своєму синові Петрові обходити й тримати в пам'яті цей гробик, що він й робив до того часу, поки не була проголошена Незалежна Україна і мешканці села Конюхи насипали на тому місці Могилу.»[3] |